# Re diesis minore

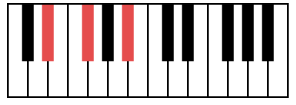
L'accordo di re diesis minore (triade) è composto da Re♯, Fa♯, La♯.

La tonalità di re diesis minore (D-sharp minor, dis-Moll) è incentrata sulla nota tonica re diesis. Viene spesso abbreviata in Re♯m.
La sua scala minore naturale è:
re♯, mi♯, fa♯, sol♯, la♯, si, do♯, re♯.
L'armatura di chiave è la seguente (sei diesis):
```

Alterazioni
 (da sinistra a destra): 
fa♯, do♯, sol♯, re♯, la♯, mi♯.
```

Questa rappresentazione sul pentagramma coincide con quella della tonalità relativa Fa diesis maggiore.

## Esempi celebri
Situata in posizione periferica nel circolo delle quinte, la tonalità di Re diesis minore è omologa a quella di mi bemolle minore ed è poco rappresentata nella storia della musica.
Nel primo libro del Clavicembalo ben temperato, Bach scrisse l'ottavo preludio nella tonalità di mi bemolle minore, mentre la fuga seguente veniva annotata in re diesis minore; nel secondo libro, sempre in occasione dell'ottavo preludio e dell'ottava fuga, l'artista rinunciò all'espediente, sicché entrambi i pezzi vennero annotati in re diesis minore.